# Emmanuel Kowalski
Emmanuel Kowalski (* 1969 in Grenoble) ist ein französischer Mathematiker, der sich mit analytischer Zahlentheorie befasst.

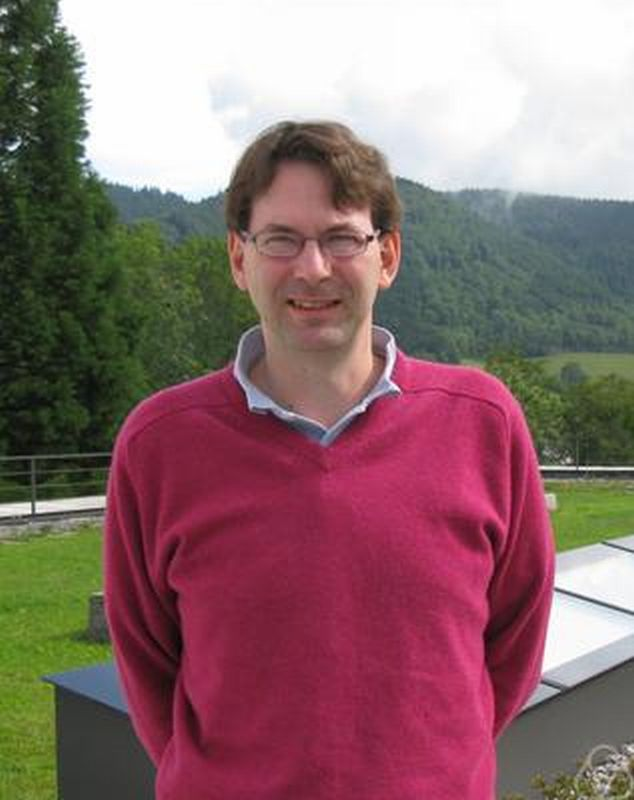
Emmanuel Kowalski, Oberwolfach 2011

Kowalski studierte an der École normale supérieure de Lyon und wurde 1998 an der Rutgers University bei Henryk Iwaniec promoviert (The rank of the Jacobean of modular curves: analytic methods). Als Post-Doktorand war er Veblen Research Instructor an der Princeton University und am Institute for Advanced Study. Er war ab 2002 Professor an der Universität Bordeaux und ist seit 2008 Professor an der ETH Zürich.
Mit Iwaniec schrieb er ein Standardwerk über analytische Zahlentheorie.
2019 wurde Kowalski in die Academia Europaea gewählt.

## Schriften
- The large sieve and its applications: arithmetic geometry, random walks and discrete groups, Cambridge University Press, Cambridge 2008, ISBN 978-0-521-88851-6.
- mit Iwaniec: Analytic Number Theory, American Mathematical Society 2004